# Brüggen (Leine)
Brüggen is een dorp en voormalige gemeente in de Duitse deelstaat Nedersaksen. De gemeente maakte deel uit van de Samtgemeinde Gronau (Leine) in het Landkreis Hildesheim. Per 1 november 2016 is Brüggen toegevoegd aan de gemeente Gronau (Leine). Het dorp had op 1 november 2016 875 inwoners. Sedertdien is dit cijfer niet meer apart bijgehouden (alleen totalen van de gehele gemeente Gronau (Leine)).
Keizer Otto I de Grote heeft hier begin 937 in een palts of herenboerderij gelogeerd. Brüggen speelt een rol in de geschiedenis van stad en bisdom Utrecht: het document, waarin de Duitse keizer aan Balderik van Utrecht het muntrecht toekende, is door Otto te Brüggen opgesteld en ondertekend. Keizer Otto III schonk het koningsgoed te Brüggen in 997 aan het Sticht Essen. Daarna is er voortdurend een kasteel en na de verwoesting in de Dertigjarige Oorlog een edelmanshuis in het dorp geweest. Tegenwoordig staat het uit 1693 daterende Schloss Brüggen. De bekende Duitse tennisser baron Gottfried von Cramm behoorde in zijn jeugd tot de bewoners van dit kasteel. Kasteel en omliggend park zijn privé-bezit en niet voor publiek toegankelijk.

## Ligging, infrastructuur
Het dorp ligt ten westen van de heuvelrug Sieben Berge met op enkele kilometers afstand het uitzichtpunt Hohe Tafel (398 meter boven zeeniveau). Deze rug maakt deel uit van het Leinebergland, waar het goed wandelen en fietsen is. Brüggen ligt aan de rivier de Leine ongeveer 5 kilometer ten zuiden van de hoofdplaats van de gemeente, Gronau (Leine). Tussen beide plaatsen in ligt buurdorp Rheden. Brüggen is door een brug over de Leine verbonden met de Bundesstraße 3. Gaat men vanuit Brüggen over de brug  rechtsaf en rijdt men dan 4 km noordwaarts, dan bereikt men Banteln, ten noorden van het dorp. Vanaf Station Banteln kan men de stoptrein naar Hannover of Göttingen nemen.

## Afbeeldingen

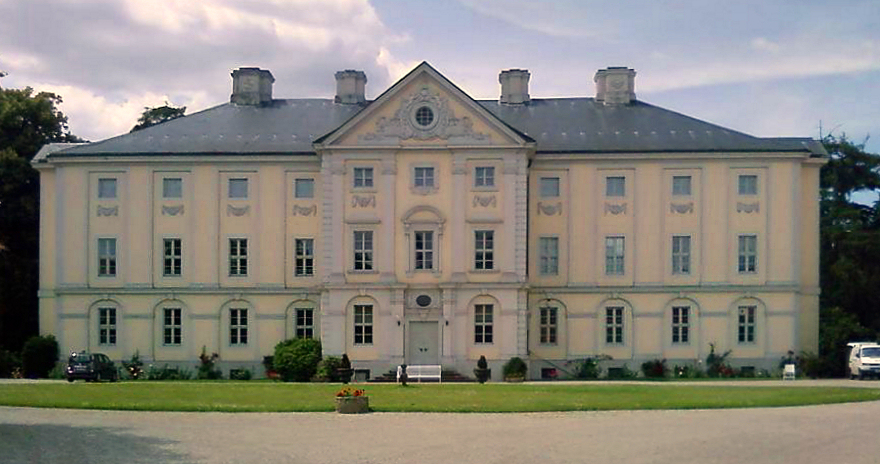
Kasteel Brüggen
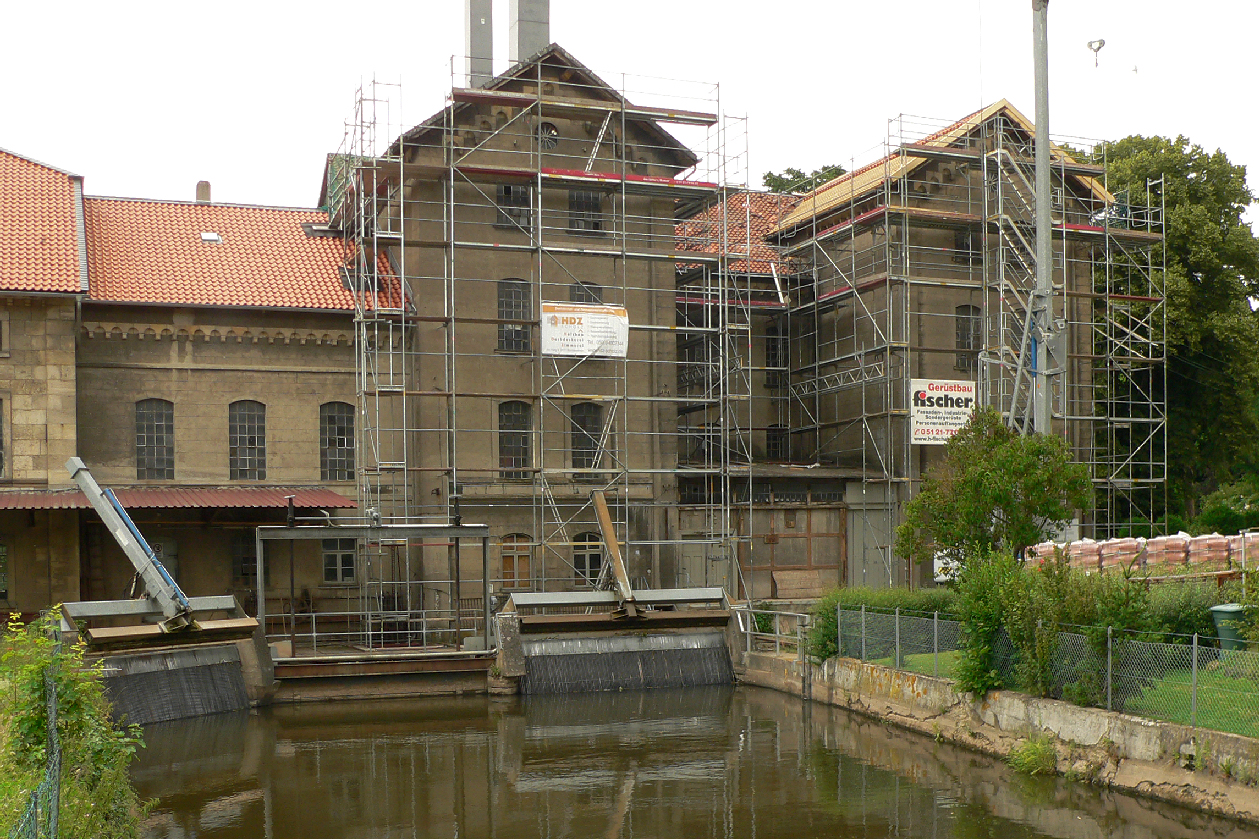
Molengebouw (1869) naast het kasteel
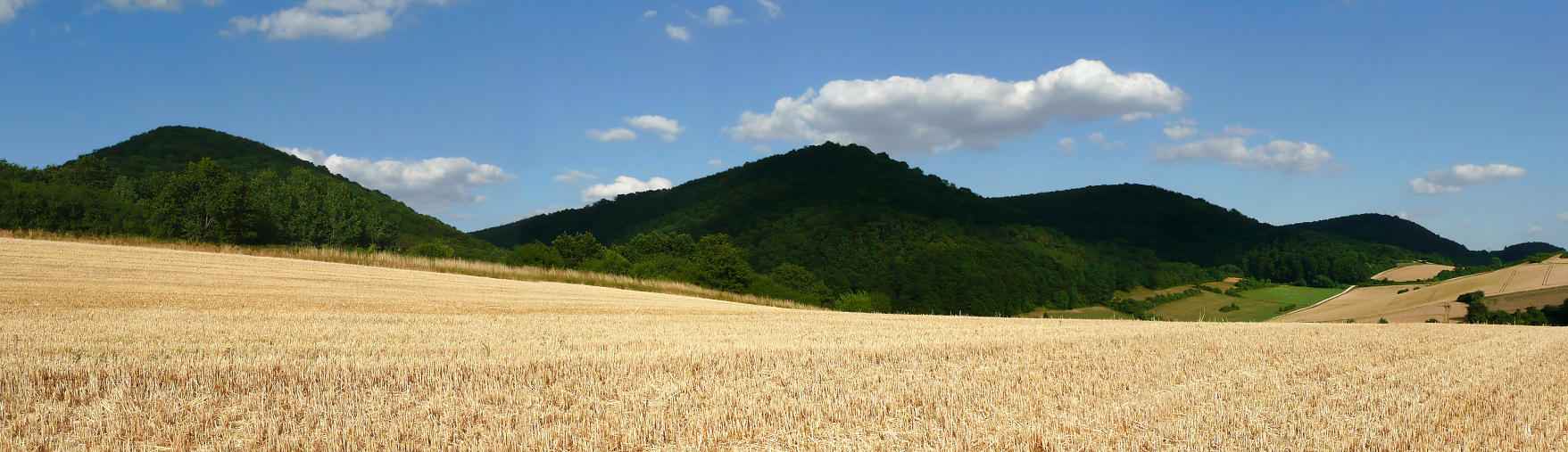
De Sieben Berge

## Trivia
In het bekende sprookje van Sneeuwwitje komen de Zeven Dwergen voor, die wonen achter de Zeven Bergen. Dit zijn, volgens Duitse deskundigen op het gebied van folklore niet de Sieben Berge bij Brüggen.  Het bekende sprookje uit de verzameling van de Gebroeders Grimm heeft hier niet zijn oorsprong.
- Gemeinsame Normdatei: 4364958-0
- Virtual International Authority File: 244714001

Adenstedt ·
Alfeld (Leine) ·
Algermissen ·
Almstedt ·
Bad Salzdetfurth ·
Banteln ·
Betheln ·
Bockenem ·
Brüggen ·
Coppengrave ·
Despetal ·
Diekholzen ·
Duingen ·
Eberholzen ·
Eime ·
Elze ·
Everode ·
Freden (Leine) ·
Giesen ·
Gronau (Leine) ·
Harbarnsen ·
Harsum ·
Hildesheim ·
Holle ·
Hoyershausen ·
Lamspringe ·
Landwehr ·
Marienhagen ·
Neuhof ·
Nordstemmen ·
Rheden ·
Sarstedt ·
Schellerten ·
Sehlem ·
Sibbesse ·
Söhlde ·
Weenzen ·
Westfeld ·
Winzenburg ·
Woltershausen